# 阿法克猫鸟
阿法克猫鸟（学名：Ailuroedus arfakianus），又名阿法园丁鸟，是雀形目园丁鸟科的一种鸟类。
阿法克猫鸟体重约176.9克，翼长约160.2毫米，嘴峰长约38.4毫米，喙宽度约10.8毫米，喙厚度约16.2毫米，跗蹠长约45.8毫米，尾长约118.5毫米。阿法克猫鸟在其分布区内为留鸟，其栖息在密集的高大树木组成的森林中，食性为草食性，主要食物来源是水果。

## 亚种
- [3]